# Thelephora fucoides
Thelephora fucoides är en svampart som beskrevs av Corner 1968. Thelephora fucoides ingår i släktet vårtöron och familjen Thelephoraceae.   Inga underarter finns listade i Catalogue of Life.